# Diócesis de Brownsville
La diócesis de Brownsville (en latín: Dioecesis Brownsvillensis y en inglés: Roman Catholic Diocese of Brownsville) es una circunscripción eclesiástica de la Iglesia católica en Estados Unidos. Se trata de una diócesis latina, sufragánea de la arquidiócesis de Galveston-Houston. Desde el 9 de diciembre de 2009 su obispo es Daniel Ernest Flores.

## Territorio y organización

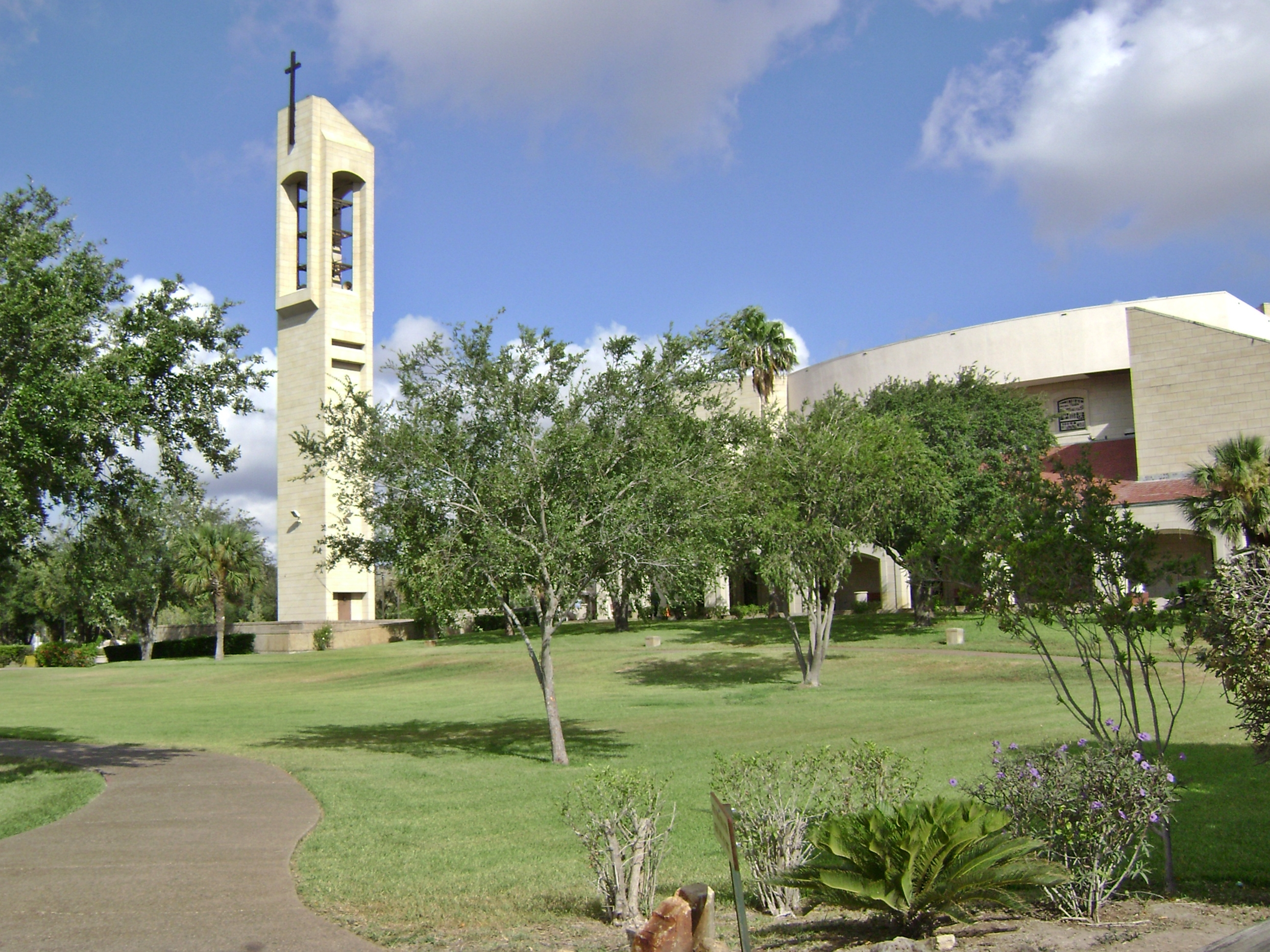
Basílica del santuario nacional de Nuestra Señora de San Juan del Valle, en San Juan

La diócesis tiene 111 125 km² y extiende su jurisdicción sobre los fieles católicos de rito latino residentes en el extremo sur del estado de Texas, comprendiendo los condados de: Cameron, Hidalgo, Starr y Willacy.
La sede de la diócesis se encuentra en la ciudad de Brownsville, en donde se halla la Catedral de la Inmaculada Concepción. En San Juan se encuentra la basílica santuario nacional de Nuestra Señora de San Juan del Valle, un importante destino de peregrinación católica.
En 2022 en la diócesis existían 72 parroquias.

## Historia
Brownsville fue la sede de un vicariato apostólico erigido en 1874 y elevado diócesis el 23 de marzo de 1912 con el nombre de Corpus Christi, tras el traslado de la sede episcopal de Brownsville a Corpus Christi.
La diócesis de Brownsville fue erigida el 10 de julio de 1965 mediante la bula Ex quo tempore del papa Pablo VI, derivando su territorio de la diócesis de Corpus Christi.
Originalmente sufragánea de la arquidiócesis de San Antonio, el 29 de diciembre de 2004 pasó a formar parte de la provincia eclesiástica de la arquidiócesis de Galveston-Houston.

## Estadísticas
Según el Anuario Pontificio 2023 la diócesis tenía a fines de 2022 un total de 1 171 199 fieles bautizados.
| Año                                                                             | Población            | Población | Población      | Sacerdotes | Sacerdotes    | Sacerdotes    | Bautizados por sacerdote | Diáconos permanentes | Religiosos | Religiosos | Parroquias |
| Año                                                                             | Bautizados católicos | Total     | % de católicos | Total      | Clero secular | Clero regular | Bautizados por sacerdote | Diáconos permanentes | Varones    | Mujeres    | Parroquias |
| ------------------------------------------------------------------------------- | -------------------- | --------- | -------------- | ---------- | ------------- | ------------- | ------------------------ | -------------------- | ---------- | ---------- | ---------- |
| 1966                                                                            | 235 000              | ?         | ?              | 80         | 14            | 66            | 2937                     |                      |            | 119        |            |
| 1970                                                                            | 258 914              | 450 000   | 57.5           | 104        | 31            | 73            | 2489                     |                      | 91         | 161        | 59         |
| 1976                                                                            | 290 812              | 335 180   | 86.8           | 121        | 42            | 79            | 2403                     |                      | 99         | 174        | 59         |
| 1980                                                                            | 317 656              | 442 518   | 71.8           | 118        | 47            | 71            | 2692                     | 1                    | 95         | 170        | 59         |
| 1990                                                                            | 554 918              | 708 000   | 78.4           | 107        | 47            | 60            | 5186                     | 47                   | 70         | 164        | 61         |
| 1999                                                                            | 774 056              | 906 945   | 85.3           | 96         | 50            | 46            | 8063                     | 83                   | 13         | 117        | 63         |
| 2000                                                                            | 785 544              | 924 181   | 85.0           | 100        | 60            | 40            | 7855                     | 81                   | 59         | 122        | 64         |
| 2001                                                                            | 831 614              | 978 369   | 85.0           | 102        | 62            | 40            | 8153                     | 76                   | 58         | 130        | 64         |
| 2002                                                                            | 831 613              | 978 369   | 85.0           | 96         | 56            | 40            | 8662                     | 67                   | 53         | 128        | 64         |
| 2003                                                                            | 831 614              | 978 369   | 85.0           | 107        | 64            | 43            | 7772                     | 67                   | 60         | 118        | 67         |
| 2004                                                                            | 888 004              | 1 044 711 | 85.0           | 110        | 64            | 46            | 8072                     | 64                   | 64         | 123        | 65         |
| 2006                                                                            | 943 611              | 1 110 130 | 85.0           | 124        | 70            | 54            | 7609                     | 66                   | 75         | 111        | 67         |
| 2012                                                                            | 1 074 477            | 1 264 091 | 85.0           | 107        | 78            | 19            | 10 041                   | 91                   | 45         | 103        | 69         |
| 2015                                                                            | 1 119 583            | 1 317 156 | 85.0           | 120        | 88            | 32            | 9329                     | 92                   | 50         | 80         | 71         |
| 2018                                                                            | 1 154 223            | 1 357 910 | 85.0           | 116        | 91            | 25            | 9950                     | 83                   | 40         | 67         | 72         |
| 2020                                                                            | 1 169 504            | 1 375 887 | 85.0           | 111        | 85            | 26            | 10 536                   | 114                  | 36         | 63         | 72         |
| 2022                                                                            | 1 171 199            | 1 377 882 | 85.0           | 110        | 84            | 26            | 10 647                   | 102                  | 37         | 60         | 72         |
| Fuente: Catholic-Hierarchy, que a su vez toma los datos del Anuario Pontificio. |                      |           |                |            |               |               |                          |                      |            |            |            |

Los hispanos representan el 85% de la población católica de la diócesis.

## Episcopologio
- Adolph Marx † (9 de julio de 1965-1 de noviembre de 1965 falleció)
- Humberto Sousa Medeiros † (14 de abril de 1966-8 de septiembre de 1970 nombrado arzobispo de Boston)
- John Joseph Fitzpatrick  † (27 de abril de 1971-30 de noviembre de 1991 retirado)
- Enrique San Pedro, S.I. † (30 de noviembre de 1991-17 de julio de 1994 falleció)
- Raymundo Joseph Peña † (23 de mayo de 1994-9 de diciembre de 2009 retirado)
- Daniel Ernest Flores, desde el 9 de diciembre de 2009